# Inland ECDIS
Das Inland ECDIS ist ein elektronisches Navigationsinformationssystem speziell für die Binnenschifffahrt.
In der Seeschifffahrt besteht eine Ausrüstungspflicht mit aktuellen Papier-Seekarten. Diese Ausrüstungspflicht kann man auch mit einem Electronic Chart Display and Information System (kurz ECDIS) erreichen. Dieses ECDIS ist international genormt im Standard der International Hydrographic Organization (IHO).
Auf dieser Grundlage wurde für den Binnenschifffahrtsstraßen-Bereich der Inland ECDIS Standard erstellt. Damit wurden die international bereits festgelegten Standards auf die Binnenschifffahrtsstraßen ergänzt. Somit ist das Inland ECDIS "See-ECDIS"-kompatibel, was eine große Bedeutung für den Binnenschiffer im See- und Küstenbereich hat.
Grundlage für Inland ECDIS ist der Inland ECDIS Standard, der durch eine international besetzte Expertengruppe, der Inland ECDIS Expert Group (IEEG), erstellt und gepflegt wird.
Die international besetzte Expertengruppe – Inland ENC Harmonisation Group (IEHG) – hat auf ihrer Internetseite die Product Specification for Inland ENCs und den IENC Feature Catalogue sowie den Inland ENC Encoding Guide in der jeweils gültigen Version hinterlegt.
Die grafische Basis in Inland ECDIS sind die elektronischen Binnenschifffahrtskarten (Inland Electronic Navigational Charts), die auf Grundlage des Inland ECDIS Standards und den dazugehörigen Vorschriften erstellt werden.
Seit dem 23. Dezember 2016 besteht auf einigen Wasserstraßen eine Ausrüstungspflicht für Binnenschiffe mit AIS und Inland ECDIS.